# Hahnia simoni
Hahnia simoni là một loài nhện trong họ Hahniidae.
Loài này thuộc chi Hahnia. Hahnia simoni được Cândido Firmino de Mello-Leitão miêu tả năm 1919.